# 苏州滨湖新城
苏州滨湖新城是位于中国江苏省苏州市吴江区和吴中区太湖沿岸的新城，是苏州“一核四城”规划中的“四城”之一。其中已规划的滨湖新城启动区，东、南至太湖大堤，西至旺山路，北至绕城高速公路（旺山工业园除外），总面积约10.05平方公里。该区定位是以现代服务业和创新产业为主导，体现“新产业、新城市、新生活”特征的滨湖山水新城。